# یوجی اودا
یوجی اودا (به ژاپنی: 織田 裕二 Oda Yūji)؛( زادهٔ ۱۳ دسامبر ۱۹۶۷) یک خواننده، و هنرپیشه اهل ژاپن است. وی از سال ۱۹۸۷ میلادی تاکنون مشغول فعالیت بوده‌است.